# Cercanías del Norte
El RegioTram de Cercanías del Norte será un servicio de tren suburbano que une a Bogotá con el municipio de Zipaquirá. Forma parte del Tren de Cercanías de la Sabana de Bogotá y del Sistema Integrado de Transporte.

## Historia
Originalmente denominado como Ferrocarril del Norte, fue construido con el propósito de comunicar a Bogotá con el Mar Caribe a través de la zona del Carare en Santander. Un proyecto posterior, denominado Ferrocarril del Nordeste buscaba conectar a Cundinamarca con Boyacá.
- 1871 - Se empiezan a buscar trazados entre Bogotá y Santa Marta a través de Boyacá y Santander.
- 1871 - Se inaugura la Estación de la Sabana.
- 1876 - El presidente Aquileo Parra toma el liderazgo del proyecto del ferrocarril.
- 1889 - Se inicia la construcción del ferrocarril del norte por la actual Av. Caracas y Autopista Norte.
- 1894 - Llegada al Puente del Común (Chía).
- 1896 - Llegada a Cajicá.
- 1898 - Llegada a Zipaquirá.
- 1925 - Se inicia la construcción del ferrocarril del nordeste por la actual Av. NQS y Av. Ferrocarril del Norte.
- 1926 - Llegada a Chiquinquirá (N) y Usaquén (NE).
- 1930 - Llegada a Albarracín (NE).
- 1931 - Llegada a Tunja (NE).
- 1935 - Llegada a Barbosa (N).
- 1951 - Cancelación de la expansión Barbosa-Bucaramanga (N).
- 1953 - Integración a la División Central de los Ferrocarriles Nacionales.
- 1954 - Se crea la Empresa Ferrocarriles Nacionales de Colombia (FCN) por el decreto 3129 del Ministerio de Obras Públicas.
- 1991 - Se liquidan los Ferrocarriles Nacionales y pasan a manos de Ferrovías.
- 23 de diciembre de 2019 - Se adjudica el contrato de estudios, estructuración y diseños del tren de cercanías del Norte a la Unión Temporal Egis- Deloitte-Duran & Osorio, para consultoría y con el Consorcio Arco Bogotá Zipa para consultoría.[3]
- 29 de abril de 2020 - Se firma el contrato de estudios, estructuración y diseños.[4]

## Propuesta
El trazado inicial constaría de aproximadamente 48 km y 15 estaciones. Permitiría la conexión con Chía, Cajicá y Zipaquirá. Los estudios, estructuración y diseños fueron financiados por el Prosperity Fund del Reino Unido (administrados por Findeter) que aportó COP $10.174 millones, y la gobernación de Cundinamarca que aportó los COP $6.500 millones restantes. Se espera que estén finalizados en 15 meses, en agosto de 2021.
Se espera adicionar un ramal de 24 Km y tres estaciones extra que sirva a los municipios de Sopó, Tocancipá y Gachancipá.